# Agrias gratiosa
Agrias gratiosa är en fjärilsart som beskrevs av Peter William Michael 1927. Agrias gratiosa ingår i släktet Agrias och familjen praktfjärilar. Inga underarter finns listade i Catalogue of Life.